# 砂たまご

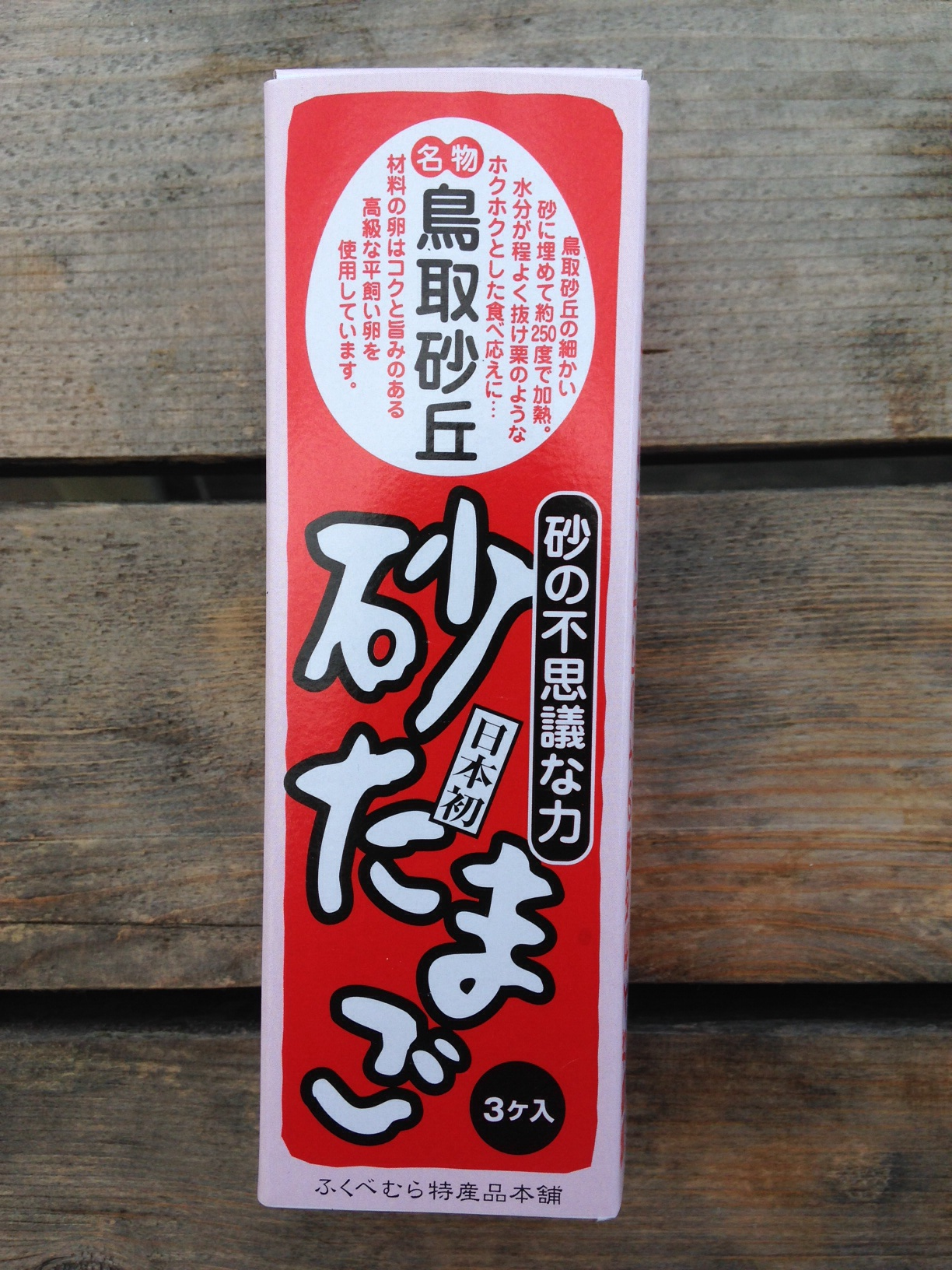
砂たまご

砂たまご（すなたまご、砂卵とも）とは、鶏卵を利用した鳥取県鳥取市のご当地グルメ。誕生したのは2001年10月21日と日は浅いが、鳥取県発明くふう展で鳥取県知事賞を、全国観光お土産品審査会で日本観光協会会長賞をそれぞれ受賞しており、県内のみならず全国的にもその名が知られつつある。

## 概要
鳥取県岩美郡福部村（現鳥取市福部町）の村民が、当時村域に存在していた鳥取砂丘の名物について意見を出し合う中で、温泉卵をヒントに考案。その後紆余曲折を経て、水分を含んだ砂丘の砂に、地元産の因州和紙で包んだ地鶏の卵を埋め、240度の高温で25分間をかけて、蒸し焼きにする製法を編み出すこととなる
。この製法は全国初とあり、特許出願ならびに商標登録を完了。
蒸し焼きにしているためか、白身に仄かな焦げ目が付いており、黄身も芋や栗のようなホクホクとした食感が楽しめる。栄養価に関しては、普通のゆで卵と比して水分が少ない一方で、タンパク質、ナトリウム、脂質、鉄分、炭水化物、カルシウムを多く含むという。